# Grootfontein
Grootfontein is een stad (Engels: municipality) in het noordoosten van Namibië, gelegen aan de B8, de weg die Windhoek met de Caprivistrook verbindt. De naam van de stad verwijst naar een warme bron. Het gebied tussen Grootfontein, Tsumeb en Otavi is een belangrijk landbouwgebied, de zogenaamde Otavidriehoek. 
In 1885 vestigden 40 boerenfamilies afkomstig uit het noordwesten van Zuid-Afrika zich in Grootfontein. Zij waren samen met andere Dorslandtrekkers naar Angola getrokken. Toen dat gebied onder Portugese leiding kwam keerden ze om en probeerden ze in Grootfontein de republiek Upingtonia te stichten. Al in 1887 werd dit opgegeven en in 1893 werd Grootfontein het hoofdkwartier van de South West Africa Company.
Net als de andere plaatsen in de Otavidriehoek is Grootfontein in de zomer erg groen en in de winter droog. In de lente bloeien jacaranda en andere bomen zeer uitbundig. Er is een oud fort van de Duitse Schutztruppe uit 1896, tegenwoordig een geschiedkundig museum. In het verleden was er een mijn en werden zink en vanadium gedolven. Tegenwoordig is deze mijn in de Aukasberg inactief. 
Zo'n 24 kilometer ten westen van Grootfontein ligt een enorme meteoriet, genaamd Hoba-meteoriet van ca. 60 ton. Het is met afstand de grootste meteoriet op aarde en het grootste stuk ijzer op het aardoppervlak. 
In Grootfontein is een gemeente van de Afrikaanse Protestantse Kerk gevestigd.

## Geboren in Grootfontein
- Annelie Botes (1957-2024), Zuid-Afrikaans schrijfster
- Behati Prinsloo (1988), model